# Astathes fasciata
Astathes fasciata är en skalbaggsart som beskrevs av Charles Joseph Gahan 1901. Astathes fasciata ingår i släktet Astathes och familjen långhorningar.
Artens utbredningsområde är Filippinerna. Inga underarter finns listade.